# 弯穗草
弯穗草（学名：Dinebra retroflexa）为禾本科弯穗草属下的一个种。